# 芦溪站
芦溪站是一个沪昆铁路上的铁路车站，位于江西省萍乡市芦溪县芦溪镇，建于1937年，目前为三等站，邮政编码为337053。目前客运：办理旅客乘降（实际正在进行站台扩建改造，暂不办理客运）；行李、包裹托运；货运：办理整车、零担货物发到。

## 車站周邊
- 芦溪县人民医院
- 芦溪自由搏击馆
- 芦溪县芦溪镇洋田管理处
- 芦溪县第二保育院
- 芦溪县森林公安局
- 中国邮政储蓄银行芦溪县支行

## 歷史
- 建于1937年。
- 2016年3月20日进行站台扩建改造，暂时停办客运。